# Всероссийская организация интеллектуальной собственности
Всеросси́йская организа́ция интеллектуа́льной со́бственности (Общероссийская общественная организация "Общество по коллективному управлению смежными правами «Всероссийская Организация Интеллектуальной Собственности», ВОИС) — некоммерческая общероссийская общественная организация по коллективному управлению смежными правами исполнителей и изготовителей фонограмм.

## Представительство
По состоянию на 1 января 2013 года ВОИС насчитывала 3 905 правообладателей.
Из них 3 147 исполнителя и 758 изготовителя фонограмм.
Высший орган управления ВОИС — конференция членов общества.
Постоянно действующий орган управления — Совет. В его состав (38 членов), в частности, входят известные исполнители Юрий Антонов, Лариса Долина, Александр Кутиков, Сергей Мазаев, Дмитрий Маликов, Владимир Пресняков, Николай Расторгуев, Сергей Стадлер, а также представители компаний звукозаписи: Александр Бочков (ООО «Студия Союз»), Максим Дмитриев (ООО «Первое музыкальное издательство»), Андрей Лукинов (ООО «Мэйнстрим Продакшн»), Алексей Никитин (ООО "Фирма грамзаписи «Никитин»).

## Уставные цели и задачи ВОИС
Основной целью ВОИС является достижение коллективных интересов и общественных благ в области формирования эффективной системы правовой защиты смежных прав исполнителей и производителей фонограмм путём осуществления деятельности по управлению правами на коллективной основе.
Основным предметом деятельности Организации является управление правами на коллективной основе в следующих сферах:
- осуществление прав исполнителей на получение вознаграждения за публичное исполнение, а также за сообщение в эфир или по кабелю фонограмм, опубликованных в коммерческих целях;
- осуществление прав изготовителей фонограмм на получение вознаграждения за публичное исполнение, а также за сообщение в эфир или по кабелю фонограмм, опубликованных в коммерческих целях.

В августе 2009 года ВОИС получила государственную аккредитацию на осуществление перечисленных видов деятельности (Свидетельства № РОК-04/09 и № РОК-05/09 от 6 августа 2009 г.).

## Порядок сбора вознаграждения
1. Публичное исполнение фонограммы, опубликованной в коммерческих целях, а также её сообщение в эфир или по кабелю допускаются без разрешения обладателя исключительного права на фонограмму и обладателя исключительного права на зафиксированное в этой фонограмме исполнение, но с выплатой им вознаграждения;
2. Сбор с пользователей вознаграждения и его распределение этого вознаграждения осуществляются организациями по управлению правами на коллективной основе, имеющими государственную аккредитацию на осуществление соответствующих видов деятельности;
3. Вознаграждение распределяется между правообладателями в следующей пропорции: пятьдесят процентов — исполнителям, пятьдесят процентов — изготовителям фонограмм. Распределение вознаграждения между конкретными исполнителями и изготовителями фонограмм осуществляется пропорционально фактическому использованию соответствующих фонограмм.
4. Пользователи фонограмм должны представлять в организацию по управлению правами на коллективной основе отчеты об использовании фонограмм, а также иные сведения и документы, необходимые для сбора и распределения вознаграждения.

## Финансовые результаты
В 2012 году общая сумма вознаграждения, собранная ВОИС составила 531,7 млн. руб. (421 млн. руб. в 2011 г.).
Сумма выплат вознаграждения правообладателям в 2012 году достигла 255,3 млн. руб. (229,9 млн. руб. в 2011 г.).
Список 50 самых «прибыльных» для правообладателей фонограмм по итогам распределения собранного ВОИС вознаграждения ежемесячно публикуется в журнале «Billboard» (российское издание).

## Международная деятельность
С мая 2013 г. ВОИС является членом международной ассоциации обществ, управляющих смежными правами на коллективной основе SCAPR.
Заключены ряд договоров с иностранными обществами, управляющими правами исполнителей и изготовителей фонограмм на коллективной основе.

## Предполагаемое объединение с другими авторскими обществами и дальнейшие перспективы
17 июля 2015 года под руководством генерального директора ВОИС Андрея Кричевского была проведена незапланированная конференция трёх крупнейших российских организаций, занимающихся коллективным управлением — РАО, РСП и ВОИС на которой было объявлено, что РСП, ВОИС и РАО объединятся в единую структуру — Профсоюз деятелей культуры, российское авторское общество (ПДК РАО) под руководством Кричевского. При этом предполагалась постепенная организационная ликвидация независимых организаций, в том числе самой ВОИС.
Конференция оказалась не признанной руководством РАО и РСП, которое объявило о её нелегитимности. По состоянию на осень 2015 года объединение фактически не состоялось, а самого Кричевского пресса обвинила в попытке рейдерского захвата РАО и РСП.

## Правовые акты
- Гражданский Кодекс РФ (Часть 4) от 18.12.2006 N 230-ФЗ (принят ГД ФС РФ 24.11.2006)